# 이기현 (스키 선수)
이기현(1978년 11월 13일~)은 대한민국의 알파인 스키 선수로, 2002년 동계 올림픽에 참가했다.